# 缟獴
缟獴（学名：Mungos mungo），又称非洲獴、斑纹灰沼狸、横斑獴，是缟獴属下两个物种的其中之一，主要分布在非洲中部和东部。

## 特征
成年的缟獴可长至0.3—0.4米，尾长0.2米，体重1.6—2.3千克。缟獴周身长满棕灰色的短毛，背部有深色的条纹。

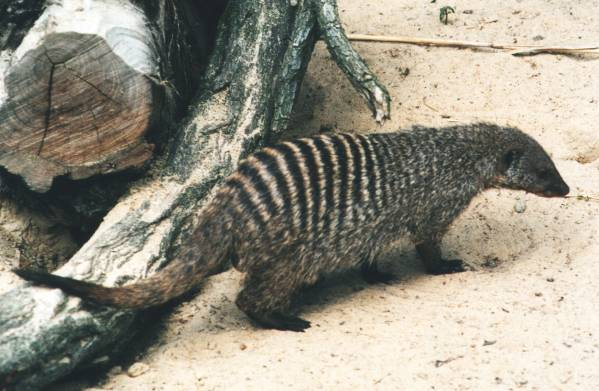
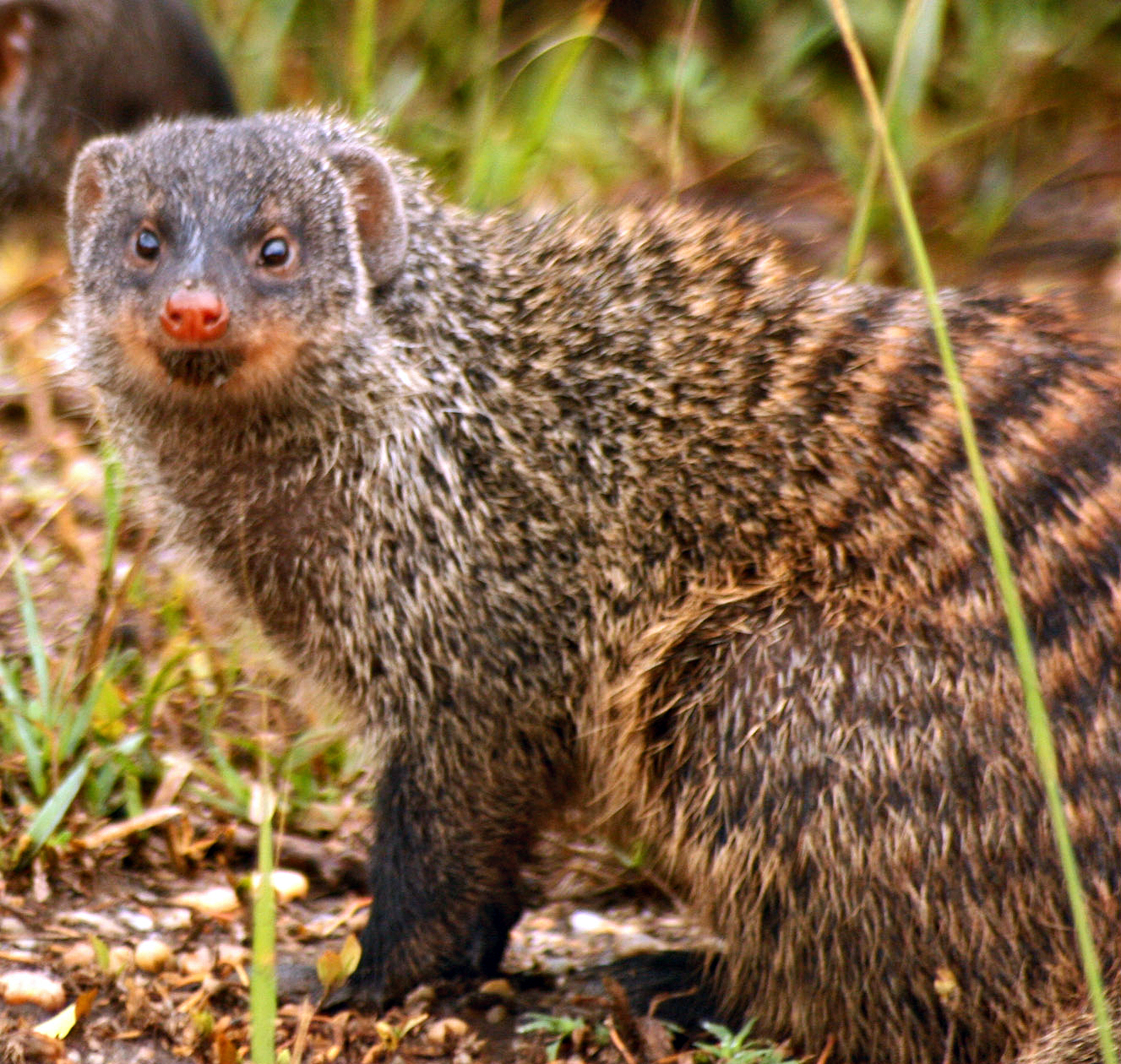
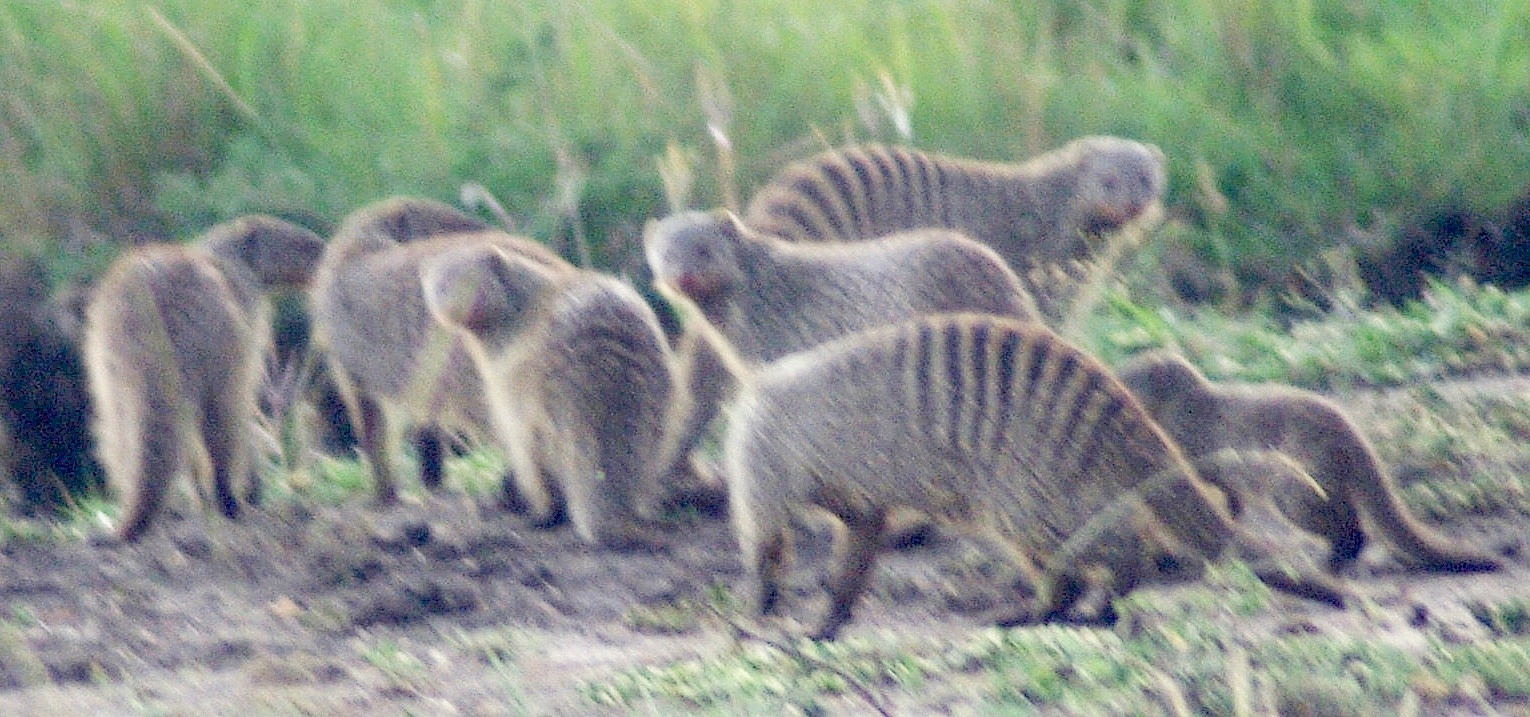

## 习性
缟獴是在日间集体活动的动物，一个集团的大小从4—40不等。缟獴主要是肉食者，喜欢吃甲虫、蚱蜢、白蚁、蜗牛、蝎子、鸟蛋、爬行动物的蛋、甚至啮齿目动物和蛇，偶尔也吃落到地上的水果。
缟獴的肛腺会分泌出气味强烈的液体，用来标志领地，也用来互相辨认。

## 亚种
缟獴包括以下亚种
- （学名： (Heuglin, 1861)）
- （学名： Roberts, 1929）
- （学名： Thomas, 1926）
- （学名： (Heller, 1911)）
- （学名： Thomas, 1926）
- （学名： (Schwarz, 1915)）
- （学名： (Thomas, 1907)）
- 缟獴指名亚种（学名： (Gmelin, 1788)）
- （学名： Roberts, 1932）
- （学名： Roberts, 1929）
- （学名： Roberts, 1929）
- （学名： (Thomas and Wroughton, 1907)）
- （学名： (Thomas, 1895)）
- （学名： (Thomas and Wroughton, 1907)）
- （学名： (Rüppell, 1835)）
- （学名： (Lönnberg, 1908)）